# Waipoua
Waipoua là một chi nhện trong họ Orsolobidae.